# دژانای
دژانای (به لاتین: Dzhanay) یک منطقهٔ مسکونی در روسیه است که در استان آستراخان واقع شده‌است.